# Typhlops jerdoni
Typhlops jerdoni este o specie de șerpi din genul Typhlops, familia Typhlopidae, descrisă de Boulenger 1890. Conform Catalogue of Life specia Typhlops jerdoni nu are subspecii cunoscute.